# Кутяков, Иван Семёнович
Ива́н Семёнович Кутяко́в (18 января 1897, c. Шалаши, Самарская губерния — 28 июля 1938) — советский военачальник времён Гражданской войны, командир 25-й стрелковой дивизии (сразу после гибели её первого командира В. И. Чапаева).
С 1935 года — комкор.
Расстрелян 28 июля 1938 года. Подвиги И. С. Кутякова описаны в романе Д. А. Фурманова «Чапаев», после расстрела его имя в романе заменили на «Елань».

## Биография
Родился в крестьянской семье. Родители — Кутяковы Семён Григорьевич и Евдокия Семёновна. У них родилось 13 детей, но голод и болезни не пощадили семью, в живых остались только трое из них. Иван — старший из троих, рано начал работать — в семь лет поводырём у слепого, затем помощником пастуха, батрачил у помещиков и зажиточных односельчан. Окончил с похвальным листом школу при церкви, которую посещал зимой. В 1916 году был призван в армию.
Участник Первой мировой войны, младший унтер-офицер.
С мая 1917 — член РСДРП(б), являлся делегатом 2-го Всероссийского съезда Советов крестьянских депутатов. С 1918 года — в Красной армии, в начале года организовал в Новозахаркинской волости Николаевского уезда отряд красной гвардии из дезертиров в 200 штыков, с которыми в мае того же года вступил в Разинский полк бригады В. И. Чапаева. За два месяца боёв с уральскими казаками прошёл путь от командира взвода пешей разведки до командира полка. В конце сентября 1918 был назначен исполняющим обязанности командира (с 10 октября — командиром) 73-й бригады, которая затем вошла в 25-ю чапаевскую дивизию. Как командир бригады в 25-й стрелковой дивизии участвовал во всех её операциях, в том числе при захвате Самары и Уральска.
В 1919 году принимал участие в Бузулукской, Бугурусланской, Белебеевской, Уфимской операциях, в боях со знаменитой Ижевской бригадой Западной армии.
За взятие Уфы вместе с В. И. Чапаевым награждены Орденом Красного знамени.
После разгрома штаба дивизии и гибели Чапаева 5 сентября 1919 года Кутяков принял командование дивизией, которая в январе 1920 года в составе Туркестанского фронта участвовала в разгроме войск Уральского казачьего войска, взятии Лбищенска и Гурьева, за что был награждён Почётным революционным оружием (шашкой со знаком Ордена Красного знамени — подобно золотому Георгиевскому оружию).
В 1920 году вместе с дивизией переброшен на Западный фронт, за бои на котором награждён вторым Орденом Красного знамени.
После Гражданской войны учился в Военной академии РККА. После окончания академии с августа 1923 года — командир 2-й Туркестанской стрелковой дивизии, одновременно — командующий Хорезмской группой войск Туркестанского фронта. За бои с басмачами награждён Орденом Красного знамени в третий раз. Также был награждён орденом Красного Знамени Хорезмской республики. После образования Советского Союза ордена Красного Знамени республик, вошедших в состав СССР, приравнивались к общесоюзному. Таким образом, Кутяков был награждён четырьмя орденами Красного Знамени и Почётным революционным оружием РВС, также приравненным к ордену.
С мая 1924 года — командир 25-й Кременчугской стрелковой дивизии, с августа 1924 года — командир 3-й Казанской стрелковой дивизии. С января 1925 года — помощник командира 6-го стрелкового корпуса. С ноября 1927 года по август 1928 года — командир 5-й Витебской стрелковой дивизии.
В 1928 году окончил Курсы усовершенствования высшего начальствующего состава (КУВНАС) при Военной академии РККА. С мая 1928 года до ноября 1930 года — командир 4-го стрелкового корпуса. В 1930—1931 годах учился на Курсах командиров-единоначальников при Военно-политической академии имени Н. Г. Толмачева.
С апреля 1931 года по декабрь 1935 года — командир 2-го стрелкового корпуса. С декабря 1935 года — заместитель командующего войсками Приволжского военного округа (командующий — П. Е. Дыбенко). 20 ноября 1935 присвоено звание комкор.
И. С. Кутяков являлся членом ЦИК СССР и ВЦИК, входил в состав Военного совета при Наркоме обороны СССР.
15 мая 1937 года арестован вместе с большой группой высшего командования РККА. Внесён в Сталинские расстрельные списки от 26 июля 1938 года. 28 июля 1938 года приговором Военной Коллегии Верховного Суда СССР был осуждён к высшей мере наказания и в тот же день расстрелян.
Реабилитирован определением Военной коллегии Верховного суда СССР 15 марта 1956 года.

## Творчество
Иван Семёнович Кутяков написал несколько книг — воспоминаний о В. И. Чапаеве: «Боевой путь Чапаева», «С Чапаевым по уральских степям», «В. И. Чапаев», а также книгу «Киевские Канны. 1920 г.» — о советско-польской войне 1920 года. Книга подвергалась критике со стороны других военных — участников войны, в том числе, лично Сталиным на заседании Военного совета при Наркоме обороны в июне 1937 года.

## Сочинения
- С Чапаевым по Уральским степям. — М.; Л.: ГИЗ, 1928.
- Василий Иванович Чапаев. — Л., 1935; М., 1958.
- Боевой путь Чапаева. — М.: Воениздат, 1936. Архивировано 14 марта 2014 года.
- Боевой путь Чапаева. — Куйбышев, 1936, 1958, 1969.
- Красная конница и воздушный флот в пустынях. — М.; Л.: ГИЗ, 1930.
- Разгром Уральской белой казачьей армии. — М.: ОГИЗ-Воениздат, 1931.
- Бои за Самару / Из сб.: «Были пламенных лет». Куйбышев: Куйбышевское книжное изд-во. 1962.

## Признание и память
- В Пугачёве, Балаково, Саратове и Самаре именем Кутякова названы улицы.
- Фильм Куйбышевской студии кинохроники «Объявлен врагом народа».
- В романе Д. А. Фурманова, И. С. Кутяков — он же Елань.

Награды
- Три ордена Красного Знамени РСФСР (1919, 1922, 1924),
- Почётное Революционное оружие (1922),
- Орден Красного Знамени Хорезмской Республики (1924).